# CEE Bankwatch Network
CEE Bankwatch Network is een netwerk van milieuorganisaties dat zich vooral richt op het tegengaan van milieubelastende investeringen in Midden- en Oost-Europa. 

## Organisatie
CEE Bankwatch heeft 16 leden verdeeld over 14 landen, vrijwel alle niet-gouvernementele organisaties in Midden- en Oost-Europa. Het hoofdkantoor van CEE Bankwatch is gevestigd in Praag (Tsjechië).
CEE Bankwatch is opgericht in 1995 en ziet er vooral op toe welke voor mens en milieu nadelige investeringen internationale financiële instellingen doen of willen gaan doen, zoals de Europese Investeringsbank (EIB) en de Europese Bank voor Wederopbouw en Ontwikkeling (EBRD).
De 50 koppige staf van CEE Bankwatch is met name uitgerust voor en gericht op het voeren van campagnes in de verschillende regio's waar de organisatie werkt om zo publiek en politici te beïnvloeden.

## Projecten
Voorbeelden van projecten waar CEE Bankwatch zich op richt(te) zijn de waterkrachtcentrales in Montenegro (de Komarnica centrale), Oekraïne (de Tashlykcentrale) en aan de  Drina in de Republiek Srpska (de Buk Bijeladam), de sterk vervuilende kolencentrales in Ugljevik (Bosnië en Herzegovina) en Servië (de Kostolac centrale), mijnbouwprojecten zoals de goudmijn Amalsur in Armenië, de weg door de Kresnakloof in Bulgarije en een nieuw wegdeel voor de Georgische Militaire Weg door de Chadavallei in Georgië. In het algemeen beoordeelt de organisatie de effecten op lokale gemeenschappen, biodiversiteit en milieu van infrastructurele projecten en energieprojecten. Ze streeft naar alternatieven  zoals warmtenetten die bijdragen aan een betere milieukwaliteit en een rechtvaardige transitie. 